# Leichtathletik-Weltmeisterschaften 2019/Stabhochsprung der Frauen

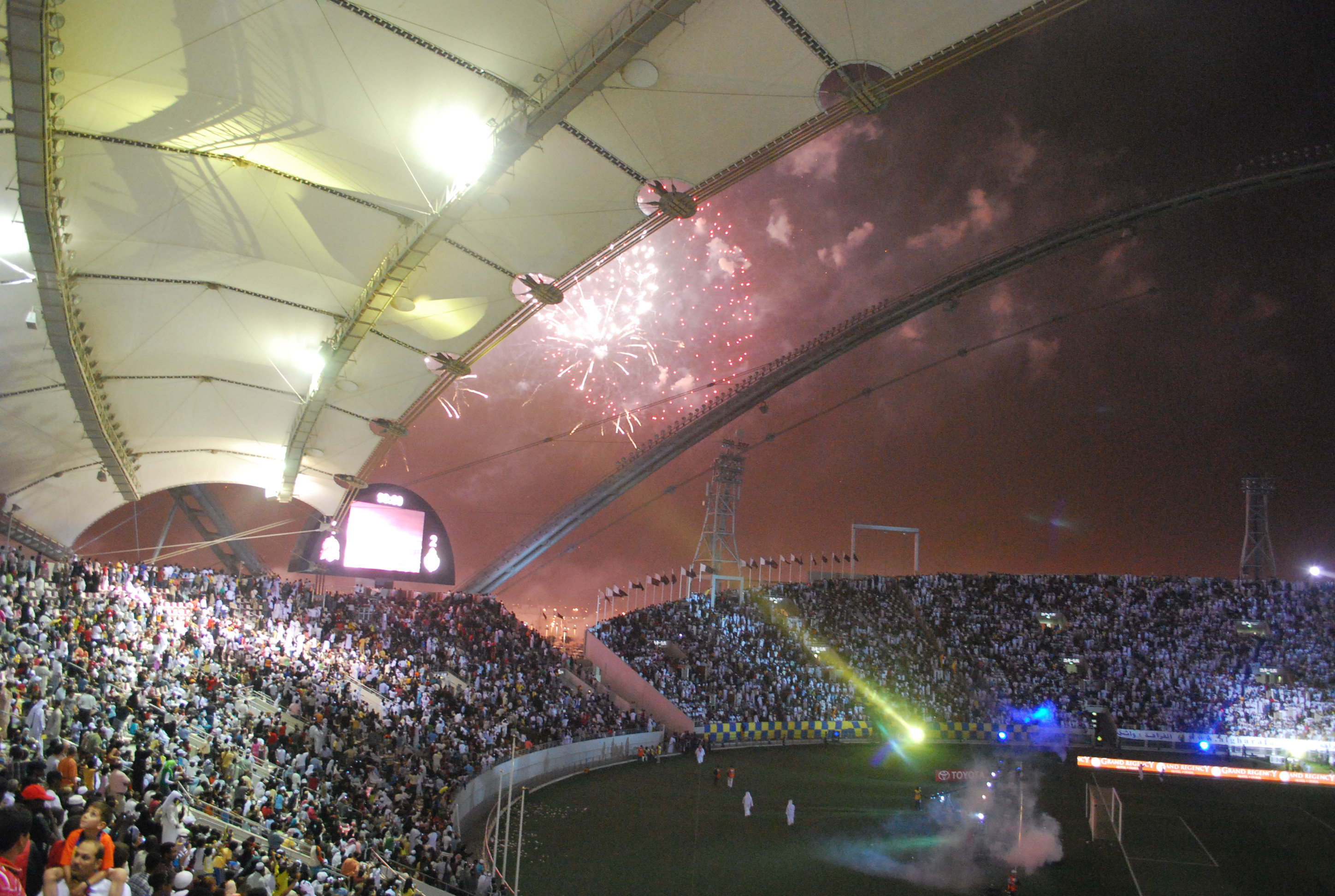
Das Khalifa International Stadium während des Emir Cups im Jahr 2009

Der Stabhochsprung der Frauen bei den Leichtathletik-Weltmeisterschaften 2019 fand am 27. und 29. September 2019 im Khalifa International Stadium der katarischen Hauptstadt Doha statt.
32 Athletinnen aus 22 Ländern nahmen an dem Wettbewerb teil.
Die Goldmedaille gewann die als Neutrale Athletin angetretene Europameisterin von 2014 Anschelika Sidorowa mit einer Weltjahresbestleistung von 4,95 m. Silber ging mit 4,90 m wie schon bei den Olympischen Spielen 2016 und den Weltmeisterschaften 2017 an die US-Amerikanerin Sandi Morris. Bronze gewann die griechische Titelverteidigerin, aktuelle Olympiasiegerin, zweifache Europameisterin (2016/2018) und Vizeeuropameisterin von 2014 Katerina Stefanidi mit 4,85 m.

## Rekorde
Vor dem Wettbewerb galten folgende Rekorde:
| Weltrekord               | Jelena Issinbajewa | 5,06 m | Weltklasse Zürich, Schweiz | 20. August 2009 |
| Weltmeisterschaftsrekord | Jelena Issinbajewa | 5,01 m | WM in Helsinki, Finnland   | 12. August 2005 |

Der bestehende WM-Rekord wurde bei diesen Weltmeisterschaften nicht eingestellt und nicht verbessert.
Es gab eine Weltjahresbestleistung und drei Landesrekorde:
- Kontinentalrekord:
  - 4,95 m – Anschelika Sidorowa (Neutrale Athletin), Finale am 29. September
- Landesrekorde:
  - 4,80 m – Angelica Bengtsson (Schweden), Finale am 29. September
  - 4,70 m – Robeilys Peinado (Venezuela), Finale am 29. September
  - 4,70 m – Iryna Schuk (Belarus), Finale am 29. September

## Legende
Kurze Übersicht zur Bedeutung der Symbolik – so üblicherweise auch in sonstigen Veröffentlichungen verwendet:
| – | verzichtet   |
| o | übersprungen |
| x | ungültig     |

## Qualifikation
27. September 2019, 17:30 Uhr Ortszeit (16:30 Uhr MESZ)
32 Teilnehmerinnen traten in zwei Gruppen zur Qualifikationsrunde an. Die Qualifikationshöhe für den direkten Finaleinzug war mit 4,60 m vielleicht etwas zu niedrig angesetzt. Siebzehn Athletinnen – fünf Wettbewerberinnen mehr als in der Regel für ein Finale vorgesehen – übersprangen diese Marke (hellblau unterlegt) und bestritten das Finale am übernächsten Tag.

### Gruppe A
| Platz | Athletin               | Land                        | 4,20 | 4,35 | 4,50 | 4,55 | 4,60 | Höhe (m) |
| ----- | ---------------------- | --------------------------- | ---- | ---- | ---- | ---- | ---- | -------- |
| 1     | Holly Bradshaw         | Großbritannien              | –    | –    | –    | –    | o    | 4,60     |
| 1     | Katie Nageotte         | USA                         | –    | –    | o    | –    | o    | 4,60     |
| 1     | Alysha Newman          | Kanada                      | –    | o    | o    | –    | o    | 4,60     |
| 1     | Anschelika Sidorowa    | Authorised Neutral Athletes | –    | –    | –    | –    | o    | 4,60     |
| 1     | Iryna Schuk            | Belarus                     | –    | o    | o    | –    | o    | 4,60     |
| 6     | Nikoleta Kiriakopoulou | Griechenland                | –    | –    | xo   | –    | o    | 4,60     |
| 7     | Li Ling                | Volksrepublik China         | –    | o    | xxo  | –    | o    | 4,60     |
| 8     | Angelica Moser         | Schweiz                     | o    | o    | o    | o    | xo   | 4,60     |
| 9     | Lisa Ryzih             | Deutschland                 | –    | o    | xo   | –    | xo   | 4,60     |
| 10    | Fanny Smets            | Belgien                     | o    | xo   | o    | xxx  |      | 4,50     |
| 11    | Maryna Kylypko         | Ukraine                     | o    | o    | xxo  | xxx  |      | 4,50     |
| 12    | Romana Maláčová        | Tschechien                  | o    | o    | xxx  |      |      | 4,35     |
| 12    | Wilma Murto            | Finnland                    | o    | o    | xxx  |      |      | 4,35     |
| 14    | Michaela Meijer        | Schweden                    | xo   | o    | xxx  |      |      | 4,35     |
| 15    | Roberta Bruni          | Italien                     | o    | xxo  | xxx  |      |      | 4,35     |
| 16    | Killiana Heymans       | Niederlande                 | o    | xxx  |      |      |      | 4,20     |

In Qualifikationsgruppe A ausgeschiedene Stabhochspringerinnen:

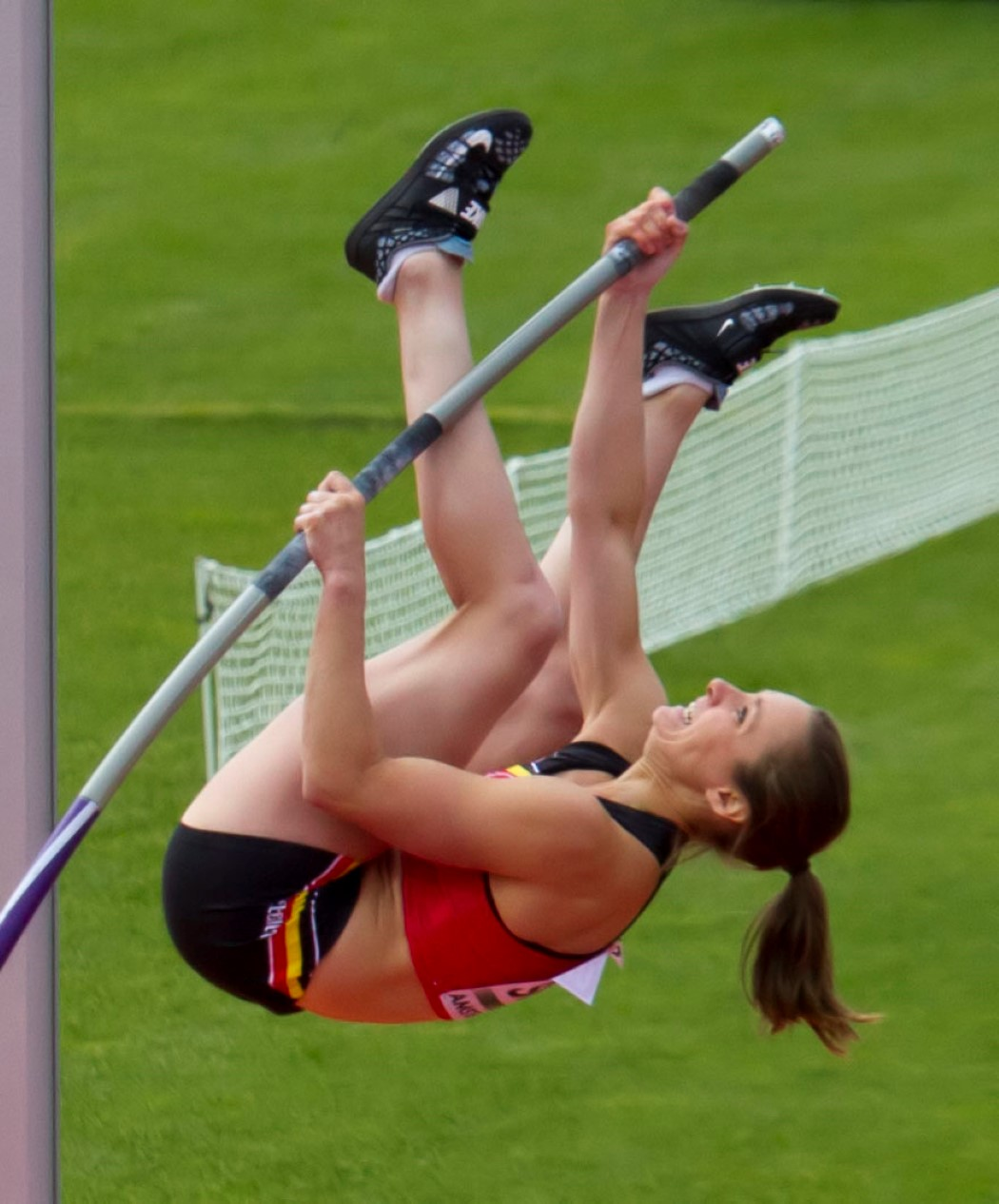
Fanny Smets Rang zehn mit 4,50 m
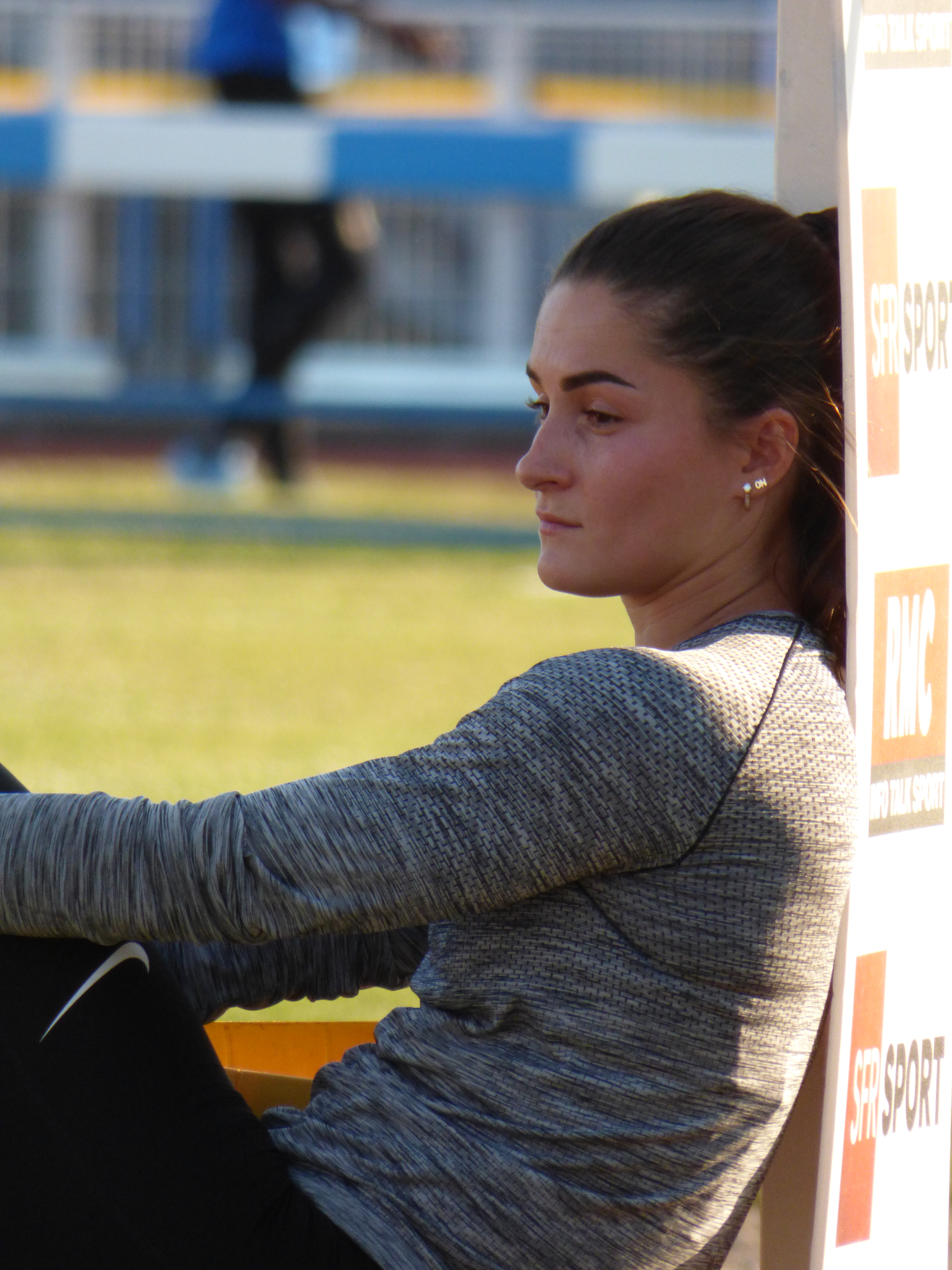
Maryna Kylypko Rang elf mit 4,50 m
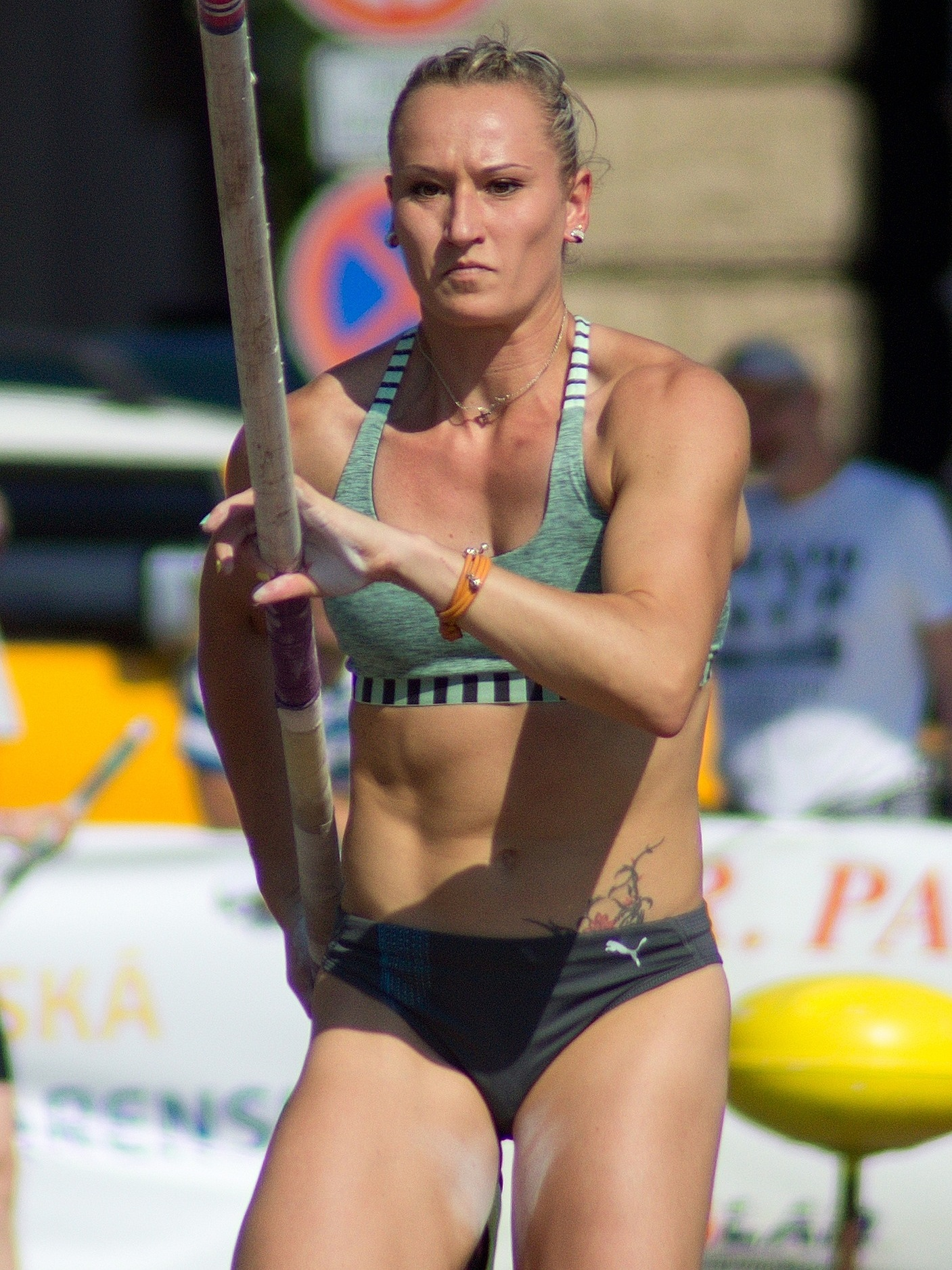
Romana Maláčová geteilter Rang zwölf mit 4,35 m
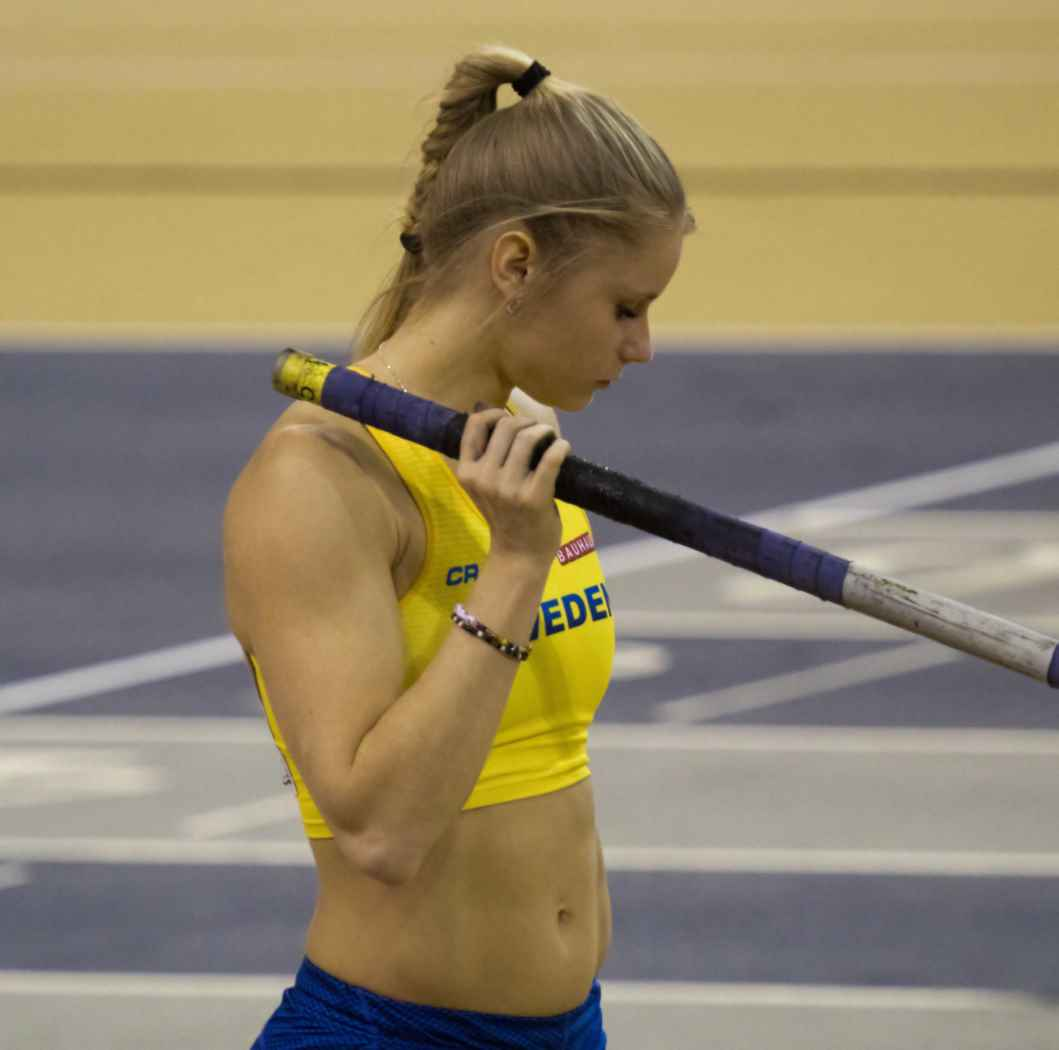
Michaela Meijer Rang vierzehn mit 4,35 m
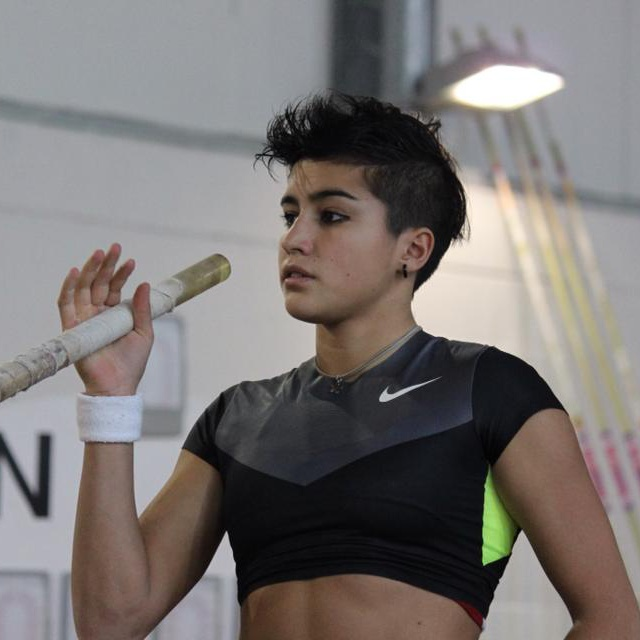
Roberta Bruni Rang fünfzehn mit 4,35 m

### Gruppe B
| Platz | Athletin              | Land                        | 4,20 | 4,35 | 4,50 | 4,55 | 4,60 | Höhe (m) |
| ----- | --------------------- | --------------------------- | ---- | ---- | ---- | ---- | ---- | -------- |
| 1     | Sandi Morris          | USA                         | –    | –    | o    | –    | o    | 4,60     |
| 1     | Katerina Stefanidi    | Griechenland                | –    | –    | –    | –    | o    | 4,60     |
| 3     | Yarisley Silva        | Kuba                        | –    | –    | o    | xo   | o    | 4,60     |
| 4     | Robeilys Peinado      | Venezuela                   | o    | o    | o    | o    | xo   | 4,60     |
| 4     | Jennifer Suhr         | USA                         | –    | –    | –    | –    | xo   | 4,60     |
| 6     | Angelica Bengtsson    | Schweden                    | –    | –    | o    | –    | xxo  | 4,60     |
| 7     | Ninon Guillon-Romarin | Frankreich                  | –    | o    | xo   | –    | xxo  | 4,60     |
| 8     | Tina Šutej            | Slowenien                   | o    | o    | o    | xxo  | xxo  | 4,60     |
| 9     | Nicole Büchler        | Schweiz                     | –    | o    | xo   | xo   | xxx  | 4,55 SB  |
| 10    | Xu Huiqin             | Volksrepublik China         | –    | o    | o    | xxx  |      | 4,50     |
| 11    | Kelsie Ahbe           | Kanada                      | o    | o    | xxx  |      |      | 4,35     |
| 12    | Lene Retzius          | Norwegen                    | xo   | o    | xxx  |      |      | 4,35     |
| 13    | Aljona Lutkowskaja    | Authorised Neutral Athletes | o    | xo   | xxx  |      |      | 4,35     |
| 14    | Liz Parnov            | Australien                  | xo   | xo   | xxx  |      |      | 4,35     |
| 15    | Irina Iwanowa         | Authorised Neutral Athletes | o    | xxo  | xxx  |      |      | 4,35     |
| NM    | Katharina Bauer       | Deutschland                 | xxx  |      |      |      |      | ogV      |

In Qualifikationsgruppe B ausgeschiedene Stabhochspringerinnen:

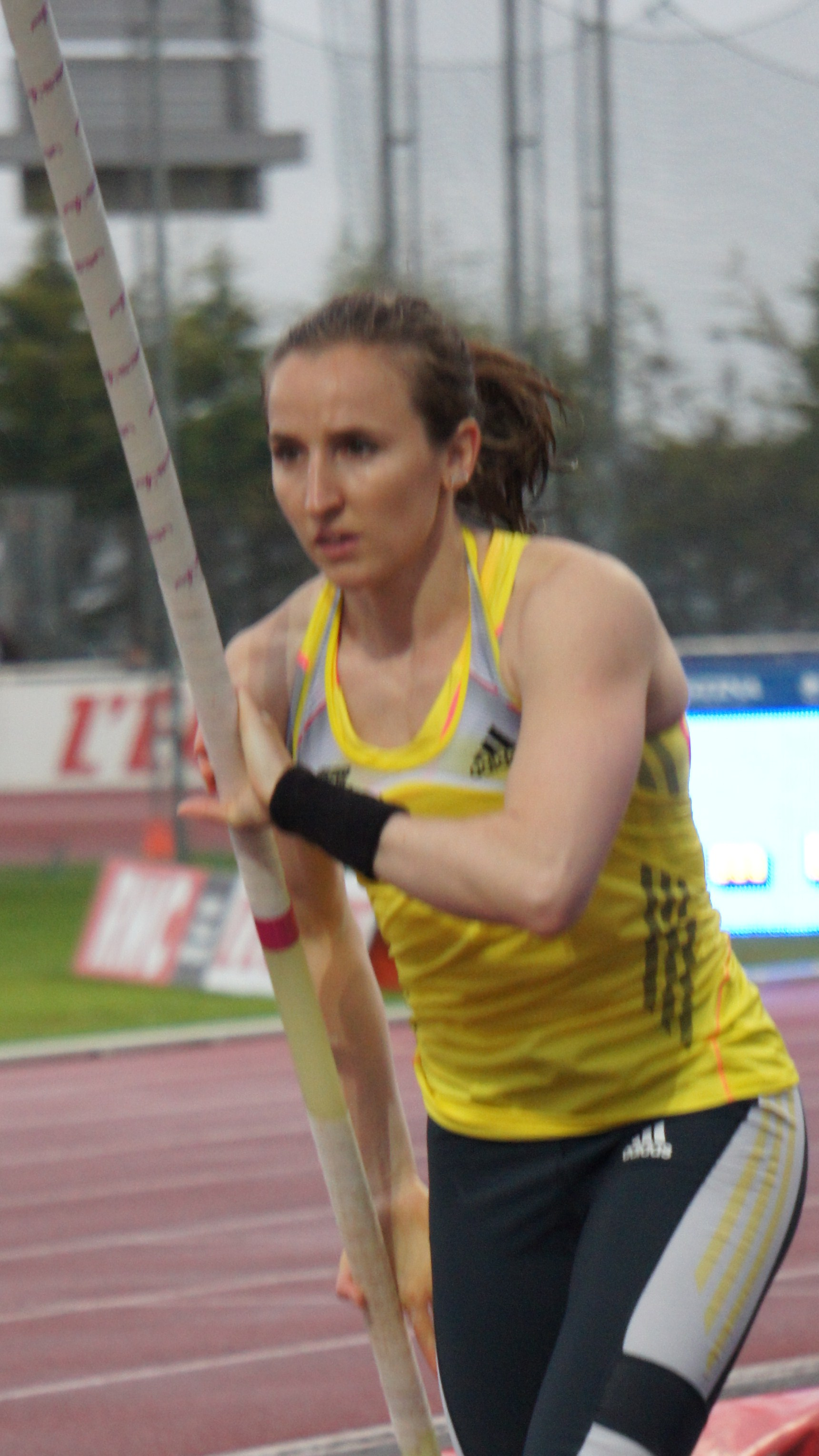
Nicole Büchler Rang neun mit 4,55 m
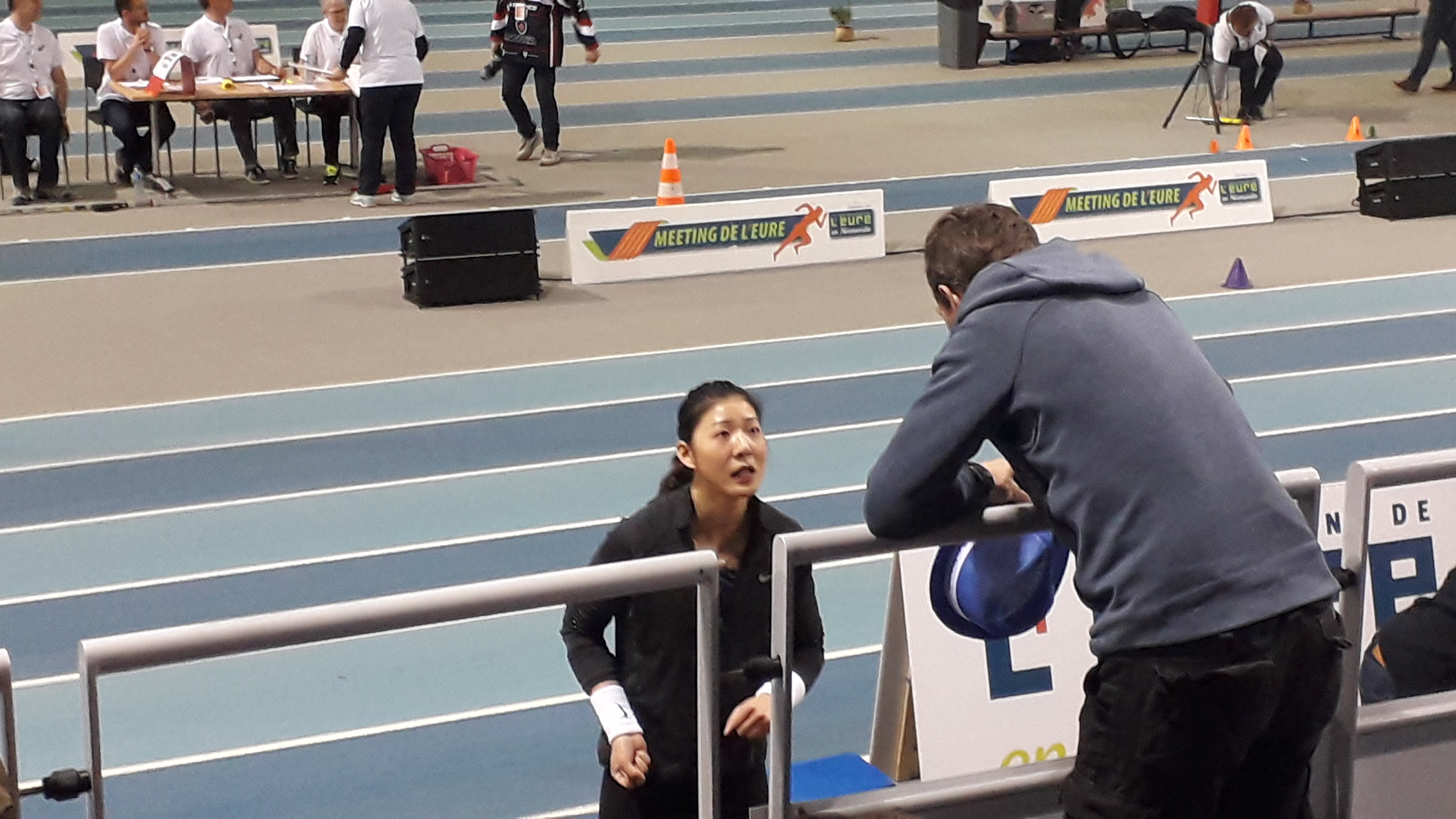
Xu Huiqin Rang zehn mit 4,50 m
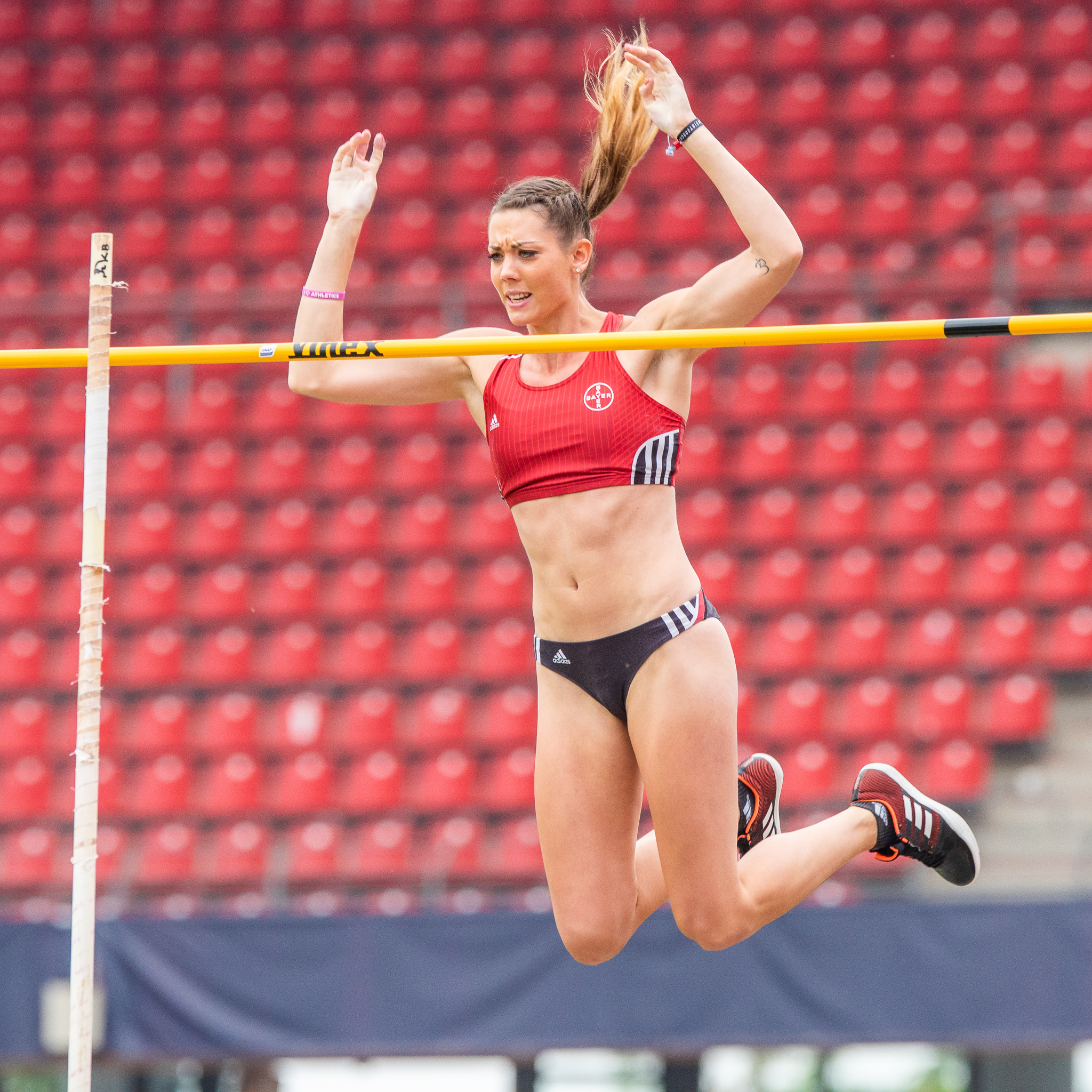
Katharina Bauer ohne gültigen Versuch

## Finale

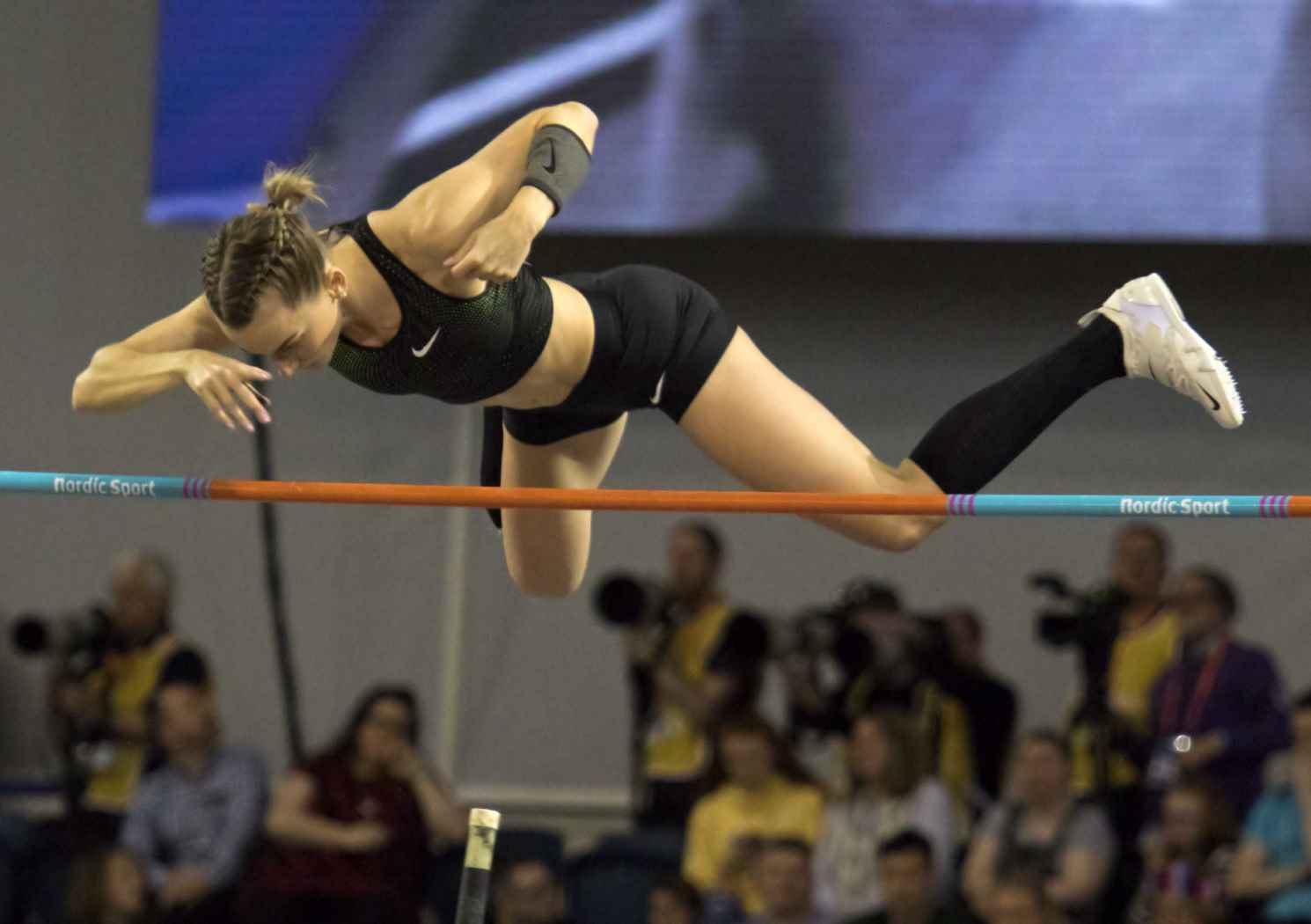
Weltmeisterin Anschelika Sidorowa

29. September 2019, 20:01 Uhr Ortszeit (19:01 Uhr MESZ)
| Platz | Athletin               | Land                        | 4,50 | 4,70 | 4,80 | 4,85 | 4,90 | 4,95 | Höhe (m)   |
| ----- | ---------------------- | --------------------------- | ---- | ---- | ---- | ---- | ---- | ---- | ---------- |
|       | Anschelika Sidorowa    | Authorised Neutral Athletes | o    | o    | o    | o    | o    | xxo  | 4,95 WL/PB |
|       | Sandi Morris           | USA                         | o    | o    | o    | o    | o    | xxx  | 4,90 SB    |
|       | Katerina Stefanidi     | Griechenland                | o    | o    | xo   | xo   | x–   | xx   | 4,85 SB    |
| 4     | Holly Bradshaw         | Großbritannien              | o    | o    | xo   | xx–  | x    |      | 4,80       |
| 5     | Alysha Newman          | Kanada                      | xo   | o    | xo   | xxx  |      |      | 4,80       |
| 6     | Angelica Bengtsson     | Schweden                    | o    | xxo  | xo   | xxx  |      |      | 4,80 NR    |
| 7     | Katie Nageotte         | USA                         | o    | o    | xxx  |      |      |      | 4,70       |
| 7     | Robeilys Peinado       | Venezuela                   | o    | o    | xxx  |      |      |      | 4,70 NR    |
| 7     | Jennifer Suhr          | USA                         | –    | o    | xxx  |      |      |      | 4,70       |
| 7     | Iryna Schuk            | Belarus                     | o    | o    | xx–  | x    |      |      | 4,70 NR    |
| 11    | Yarisley Silva         | Kuba                        | xxo  | o    | xxx  |      |      |      | 4,70       |
| 12    | Ninon Guillon-Romarin  | Frankreich                  | o    | xo   | xxx  |      |      |      | 4,70       |
| 13    | Nikoleta Kiriakopoulou | Griechenland                | o    | xxx  |      |      |      |      | 4,50       |
| 13    | Li Ling                | Volksrepublik China         | o    | x–   | xx   |      |      |      | 4,50       |
| 13    | Angelica Moser         | Schweiz                     | o    | xxx  |      |      |      |      | 4,50       |
| 13    | Tina Šutej             | Slowenien                   | o    | xxx  |      |      |      |      | 4,50       |
| 17    | Lisa Ryzih             | Deutschland                 | xo   | xxx  |      |      |      |      | 4,50       |

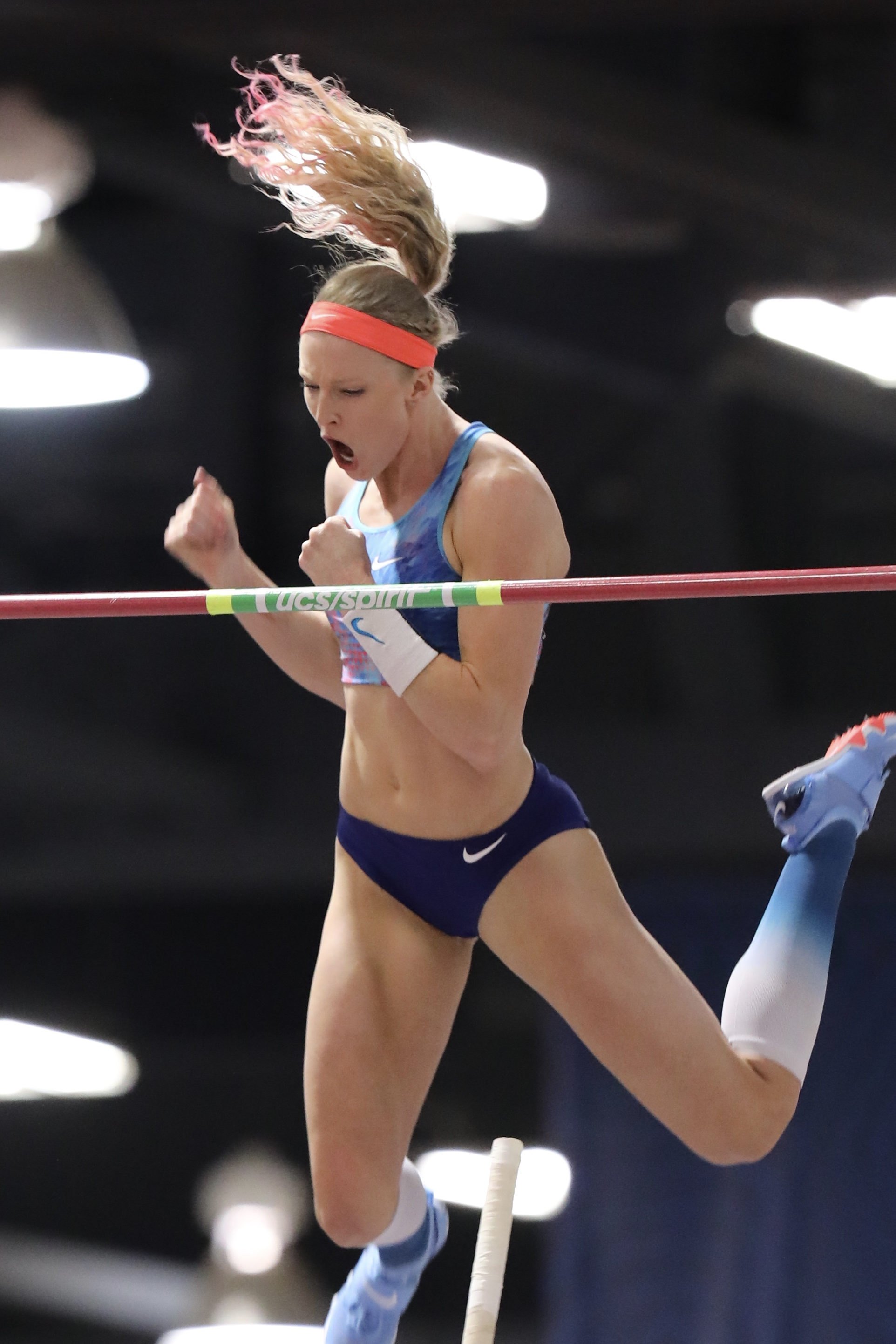
Sandi Morris – zum dritten Mal in Folge Silber bei einer internationalen Großveranstaltung nach Olympia 2016 und den Weltmeisterschaften 2017
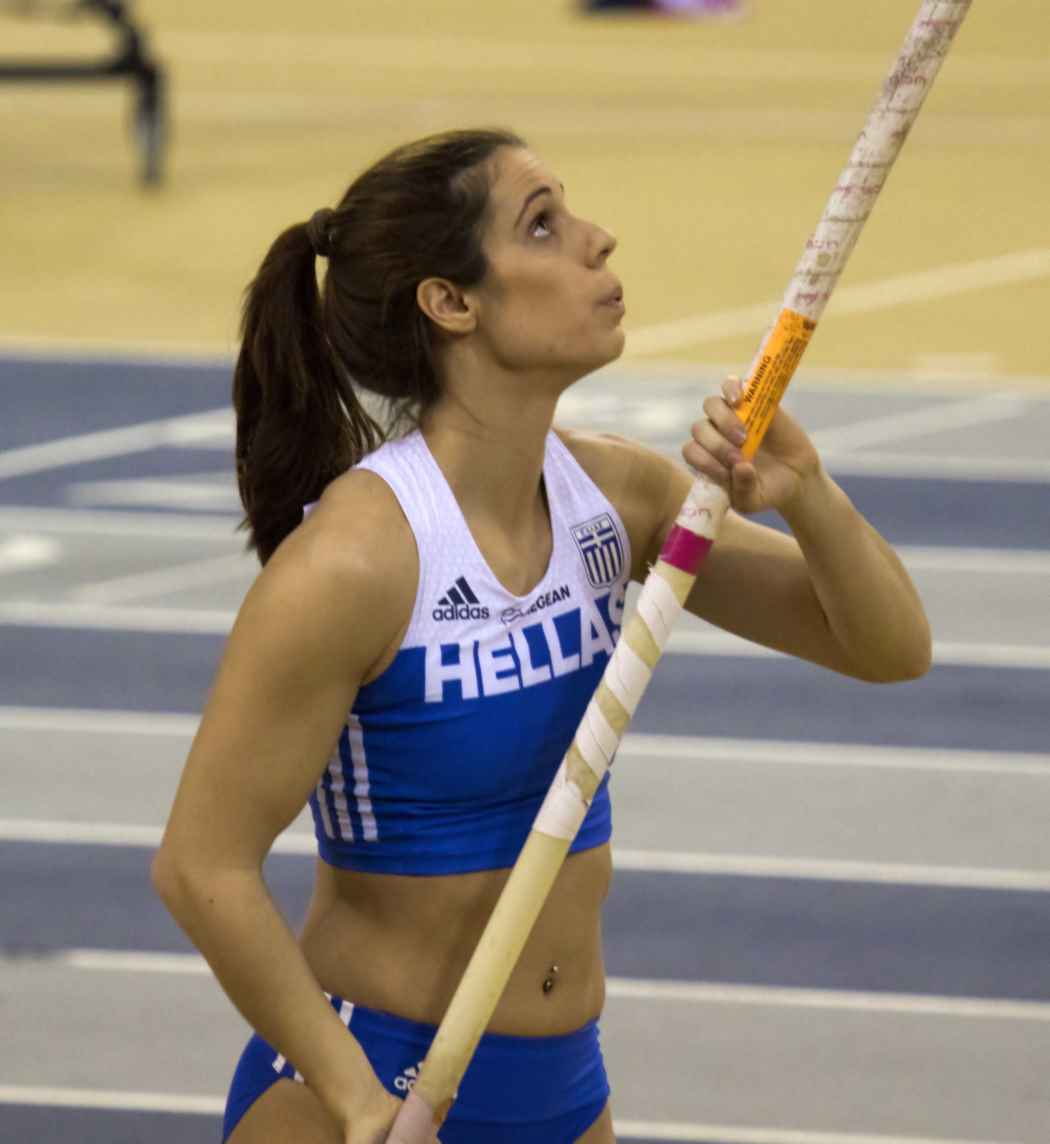
Für die Titelverteidigerin Katerina Stefanidi gab es diesmal Bronze
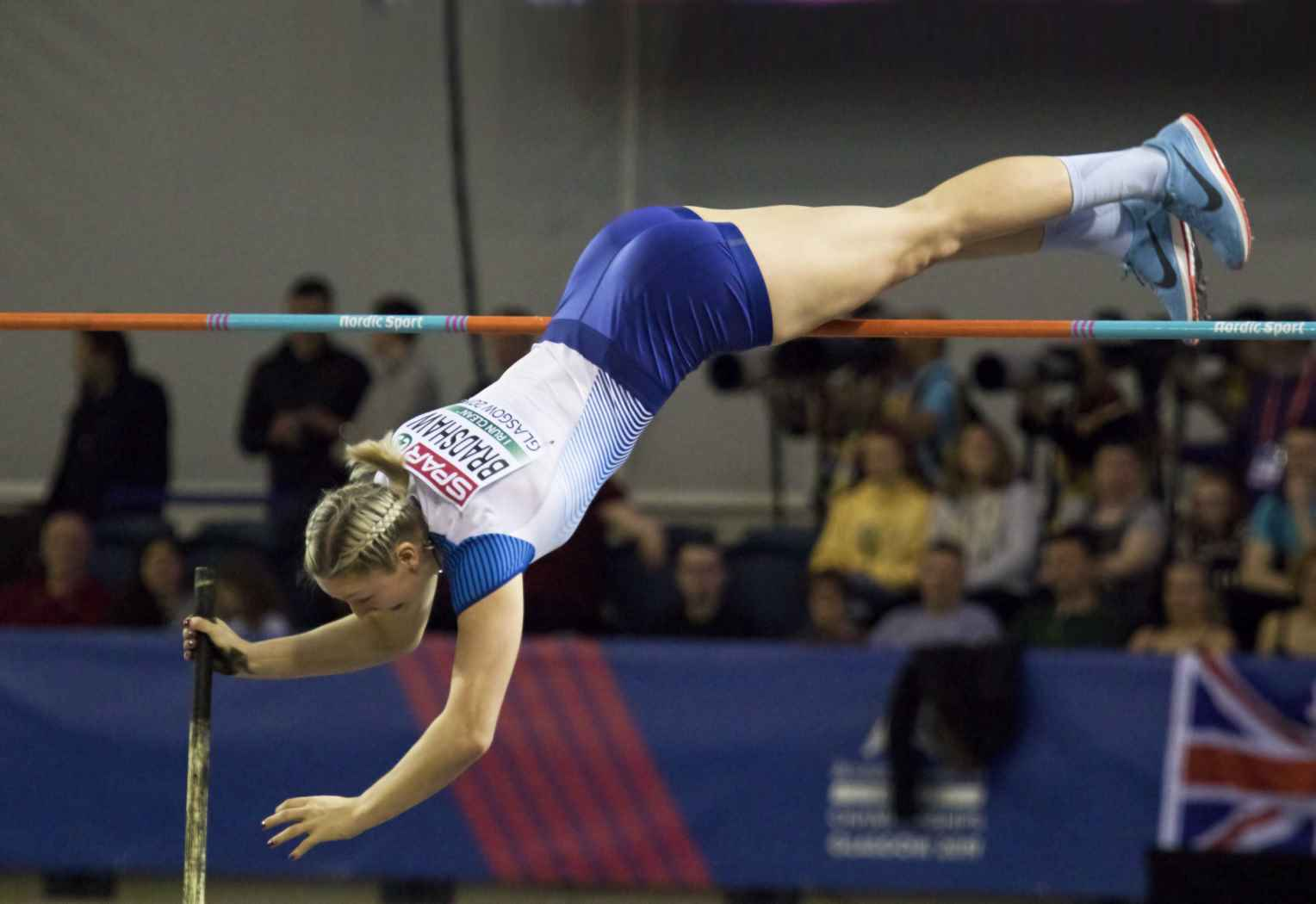
Holly Bradshaw – Rang vier
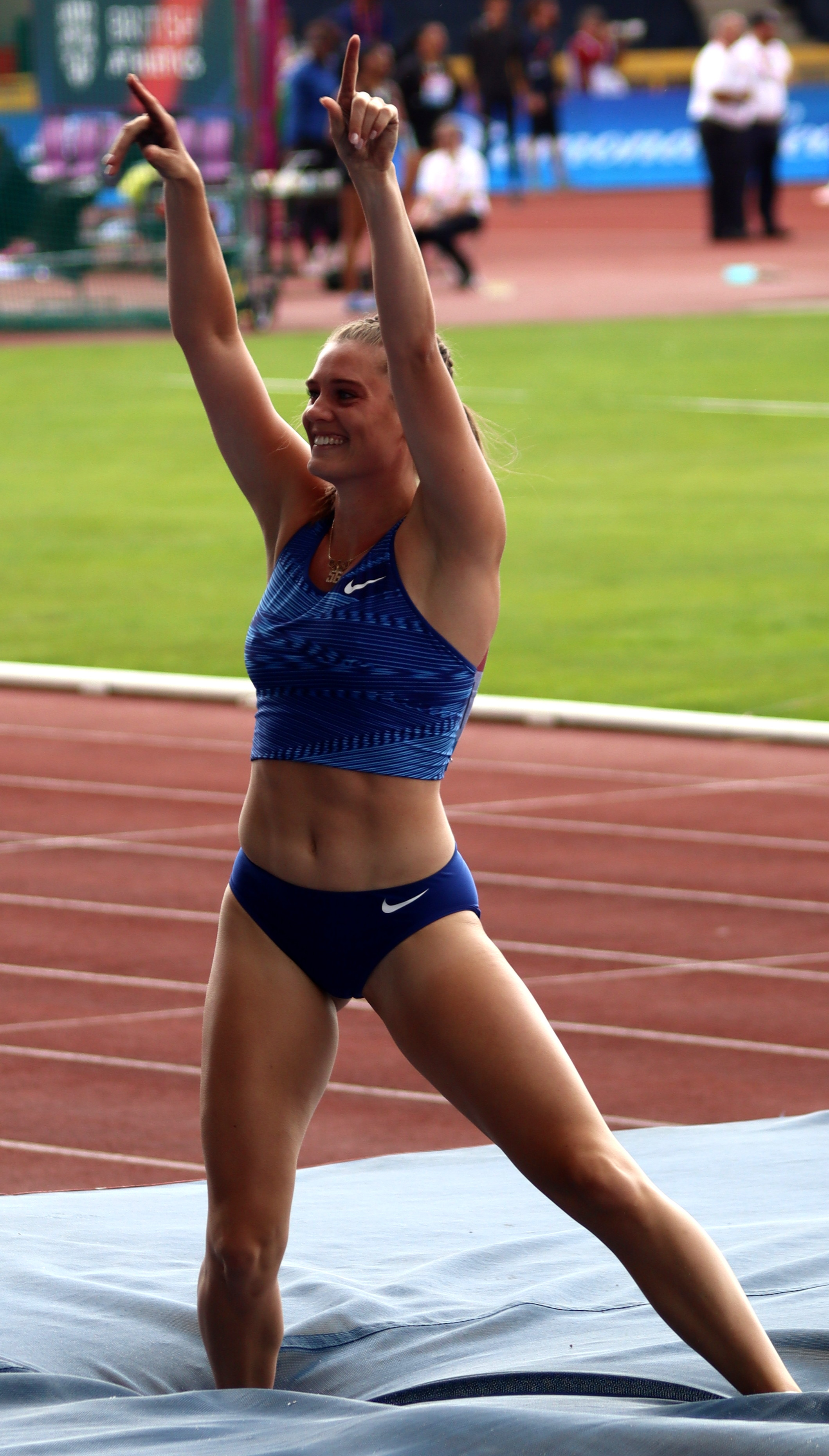
Alysha Newman kam auf den fünften Platz
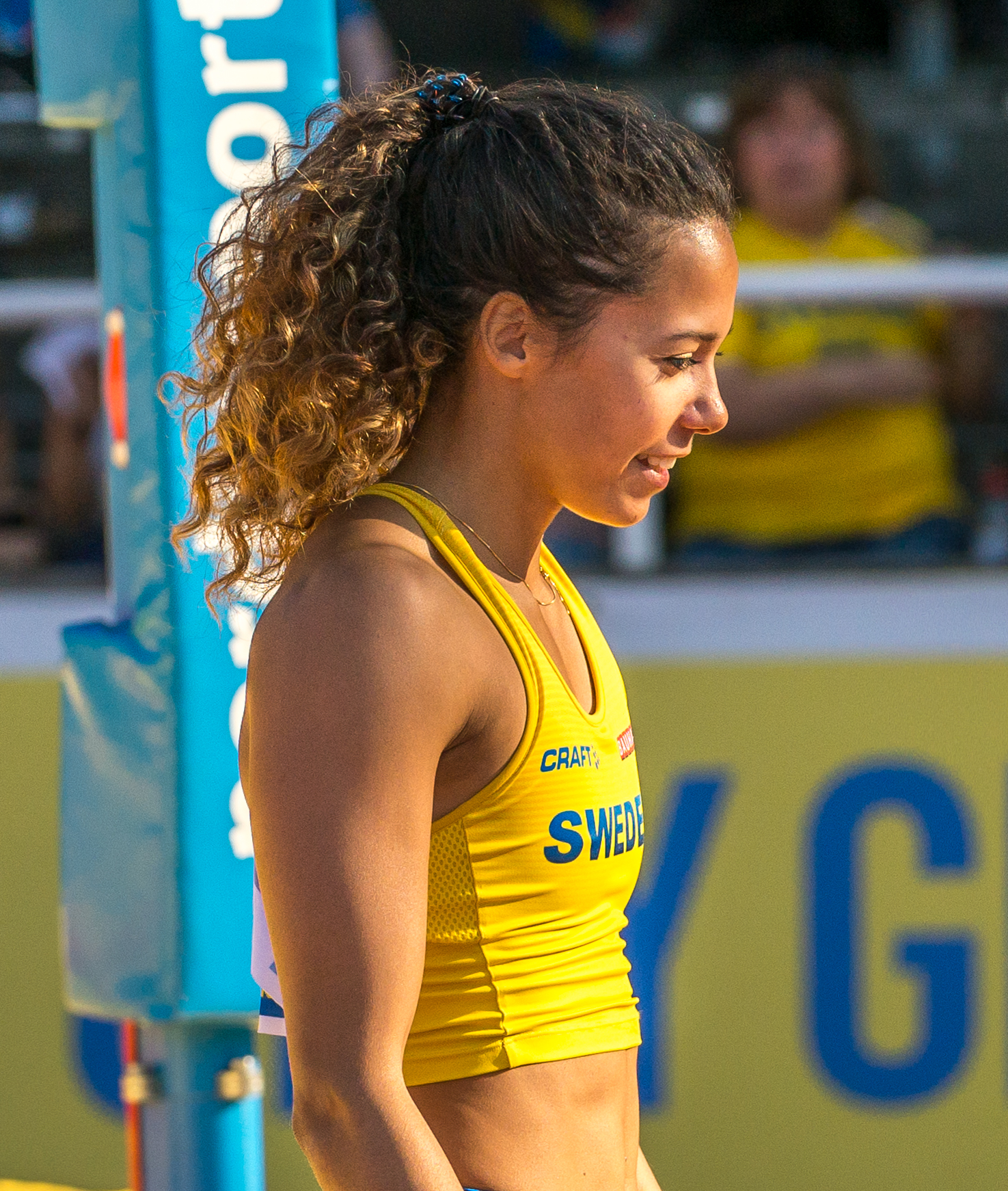
Angelica Bengtsson wurde Sechste
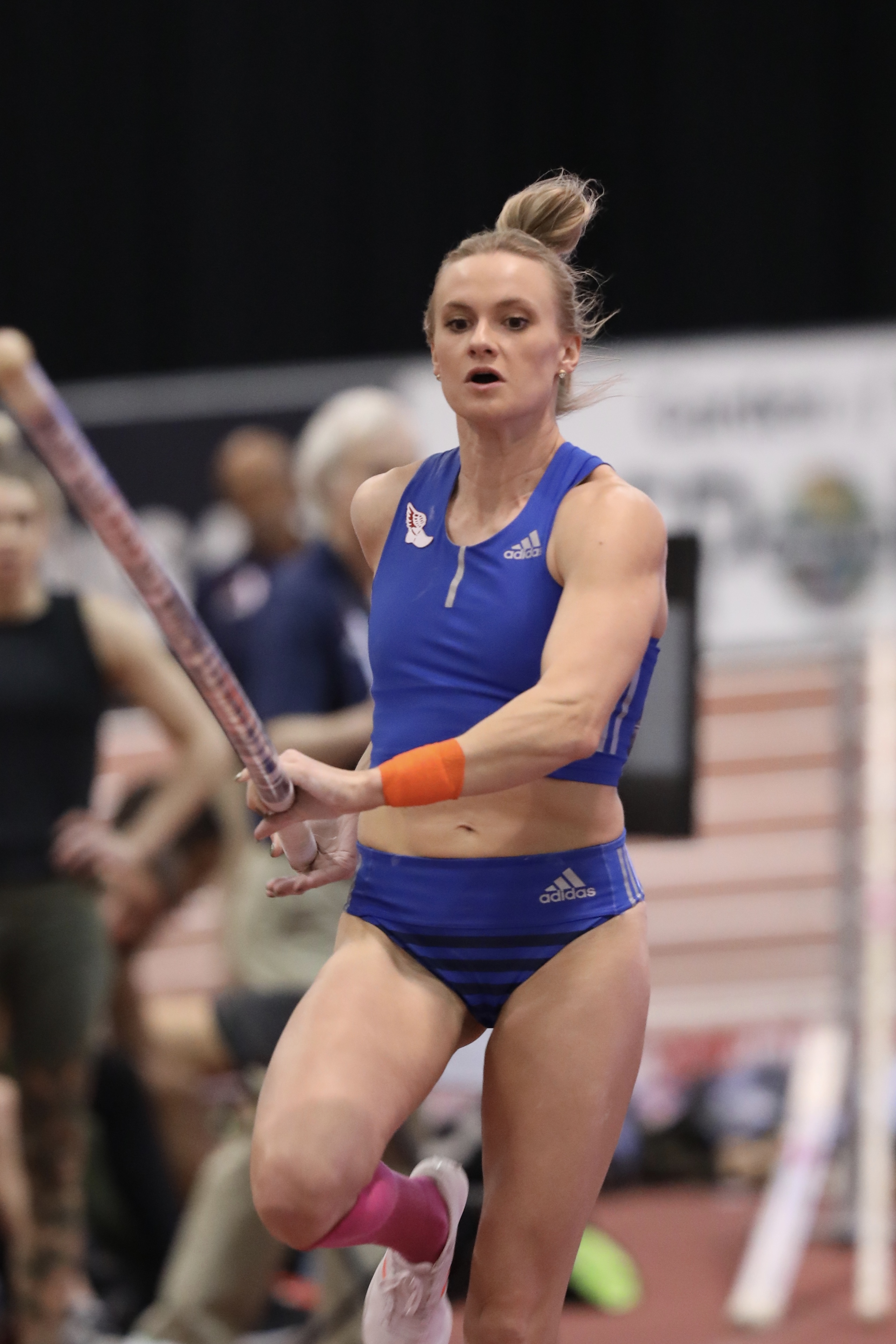
Katie Nageotte erreichte den geteilten Platz sieben
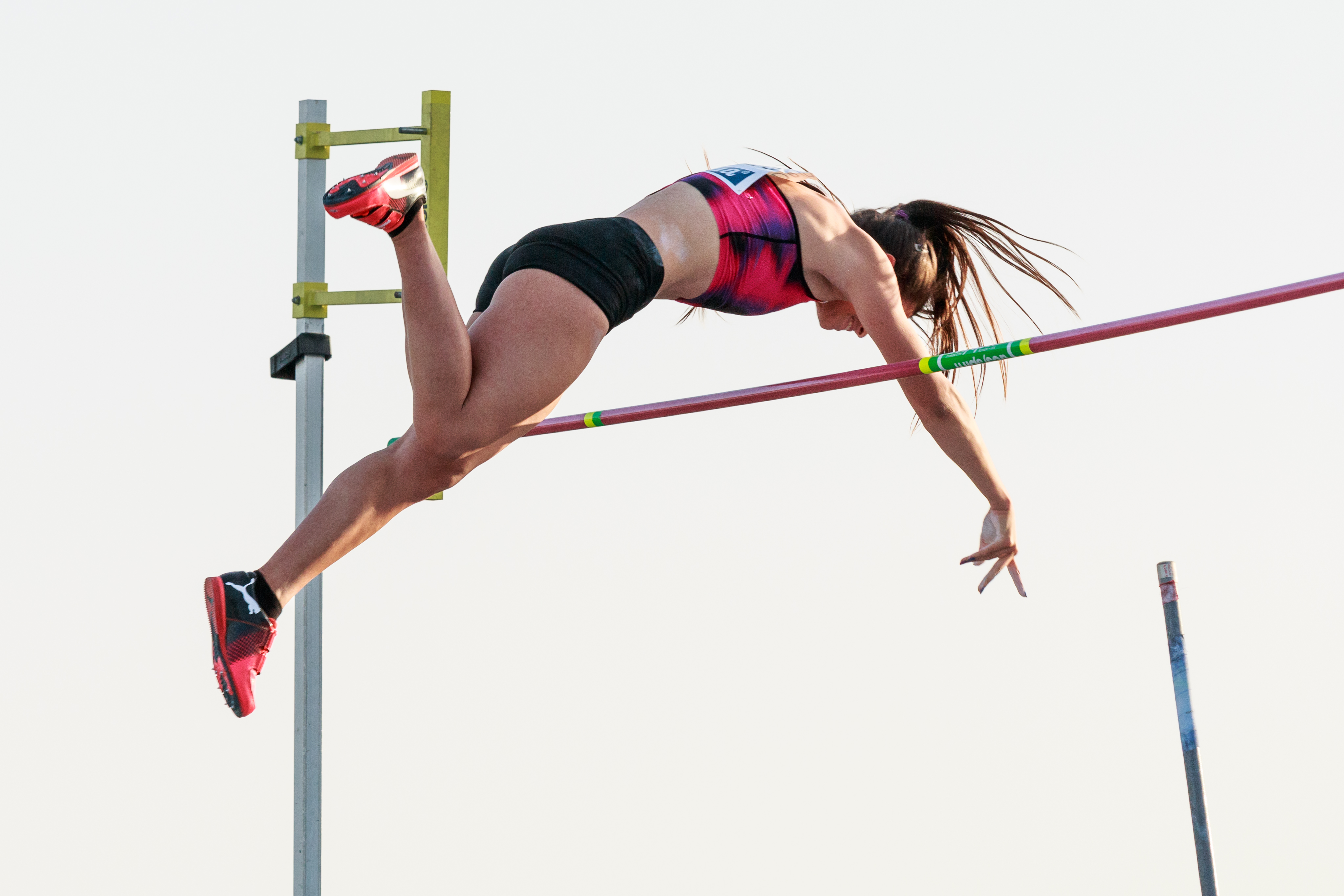
Robeilys Peinado belegte mit venezolanischem Rekord von 4,70 m den geteilten Rang sieben
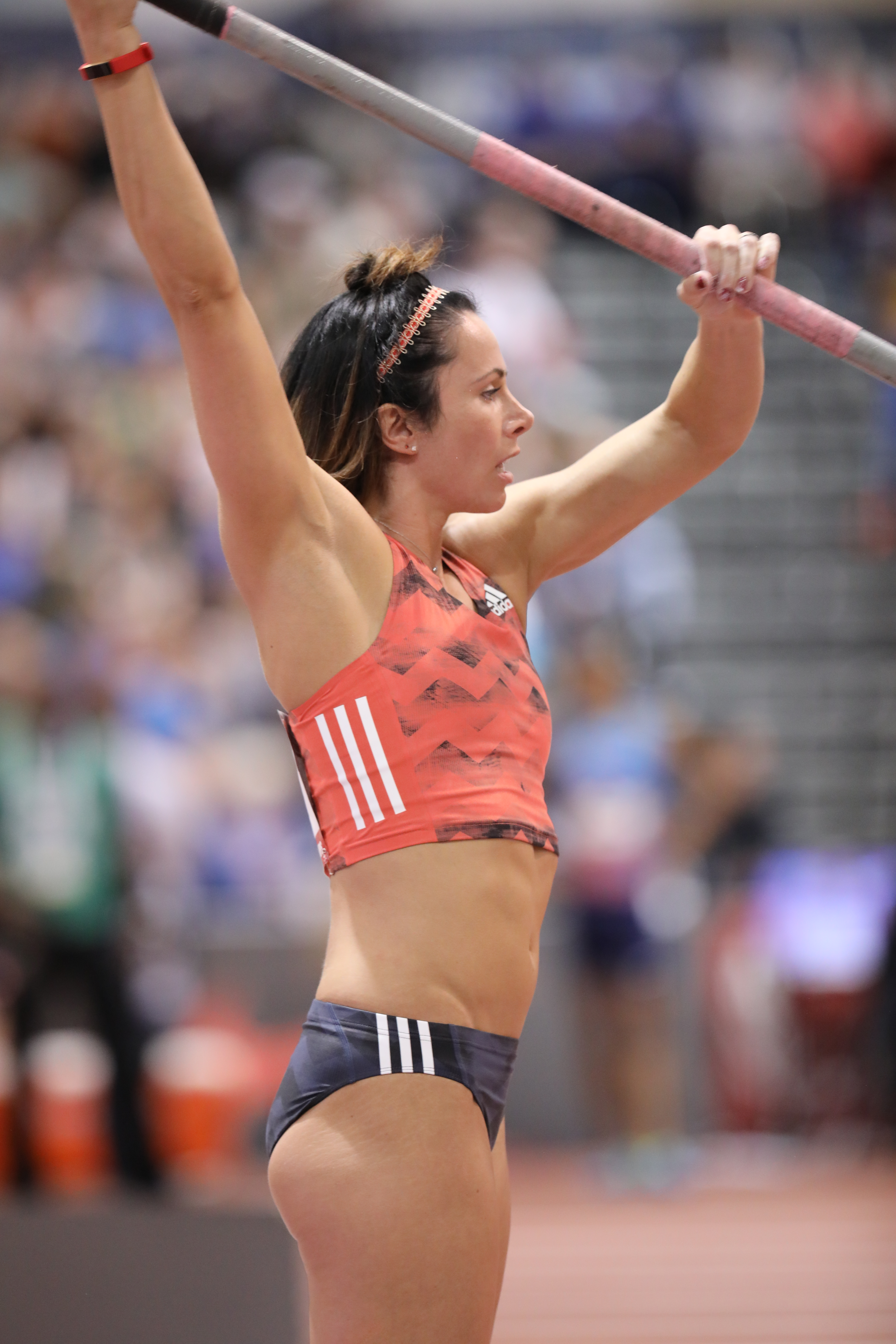
Geteilter Rang sieben für Jennifer Suhr, unter anderem Olympiasiegerin von  2012
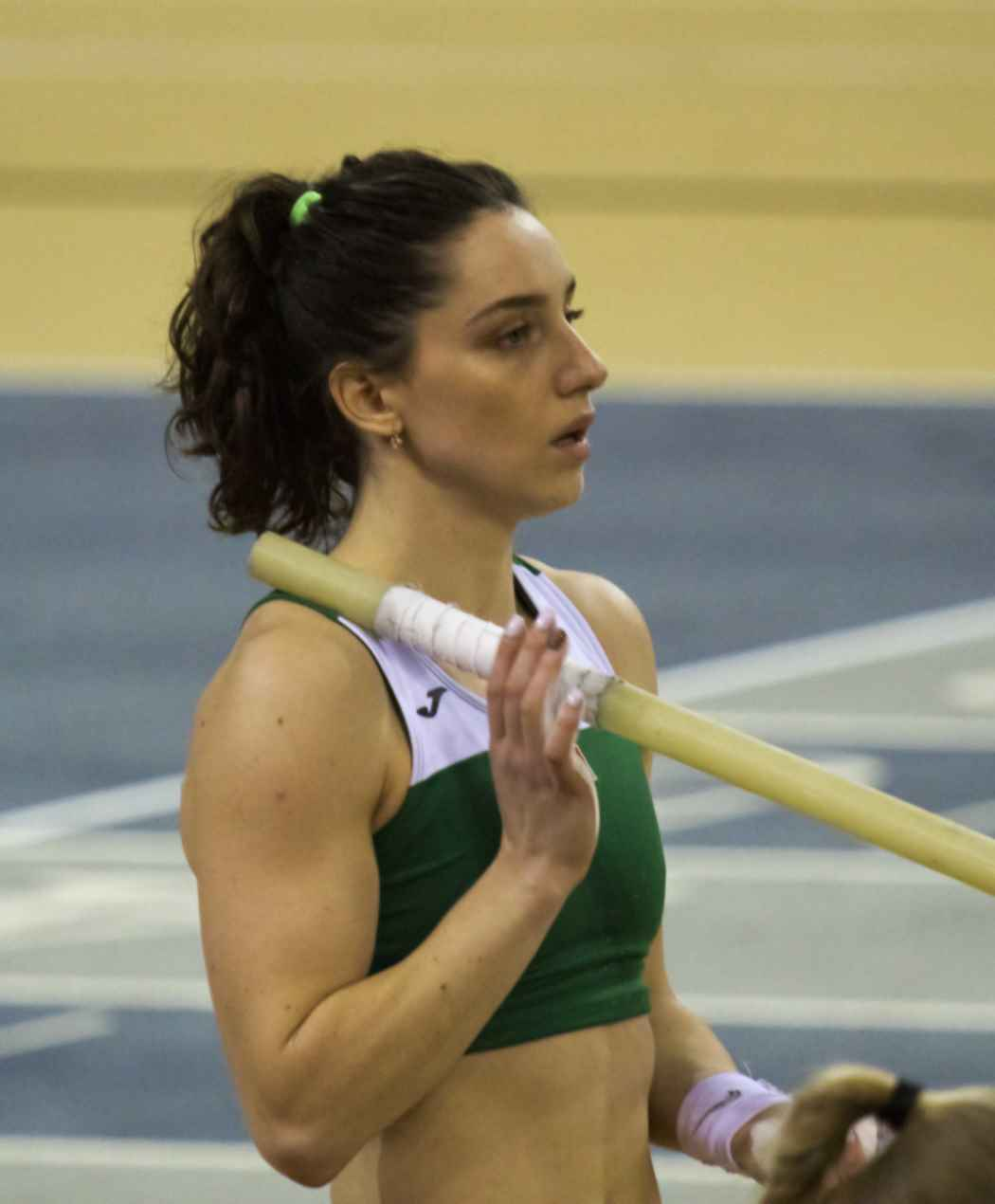
Iryna Schuk – geteilter Rang sieben
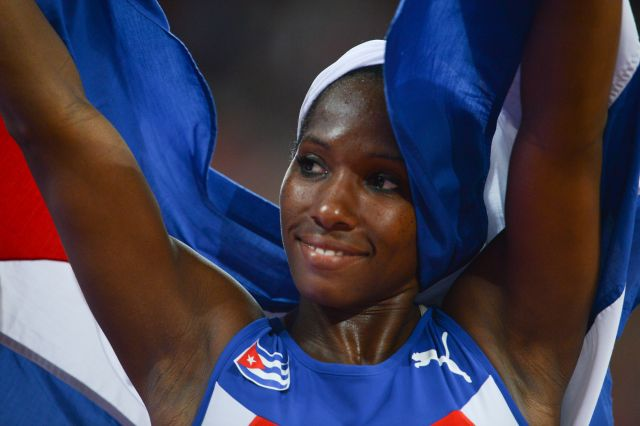
Yarisley Silva – hier nach ihrem WM-Erfolg 2015
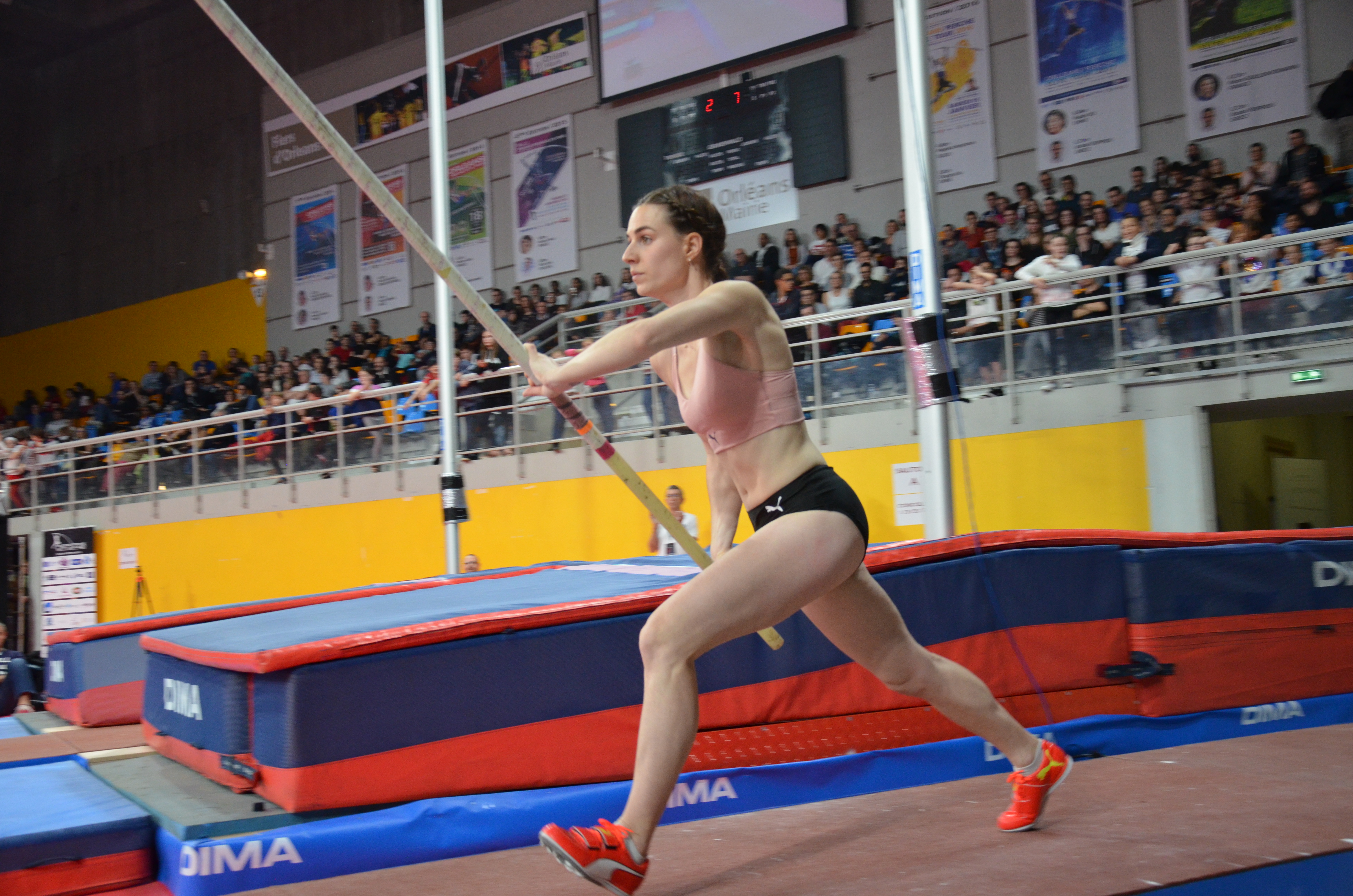
Die zwölftplatzierte Ninon Guillon-Romarin
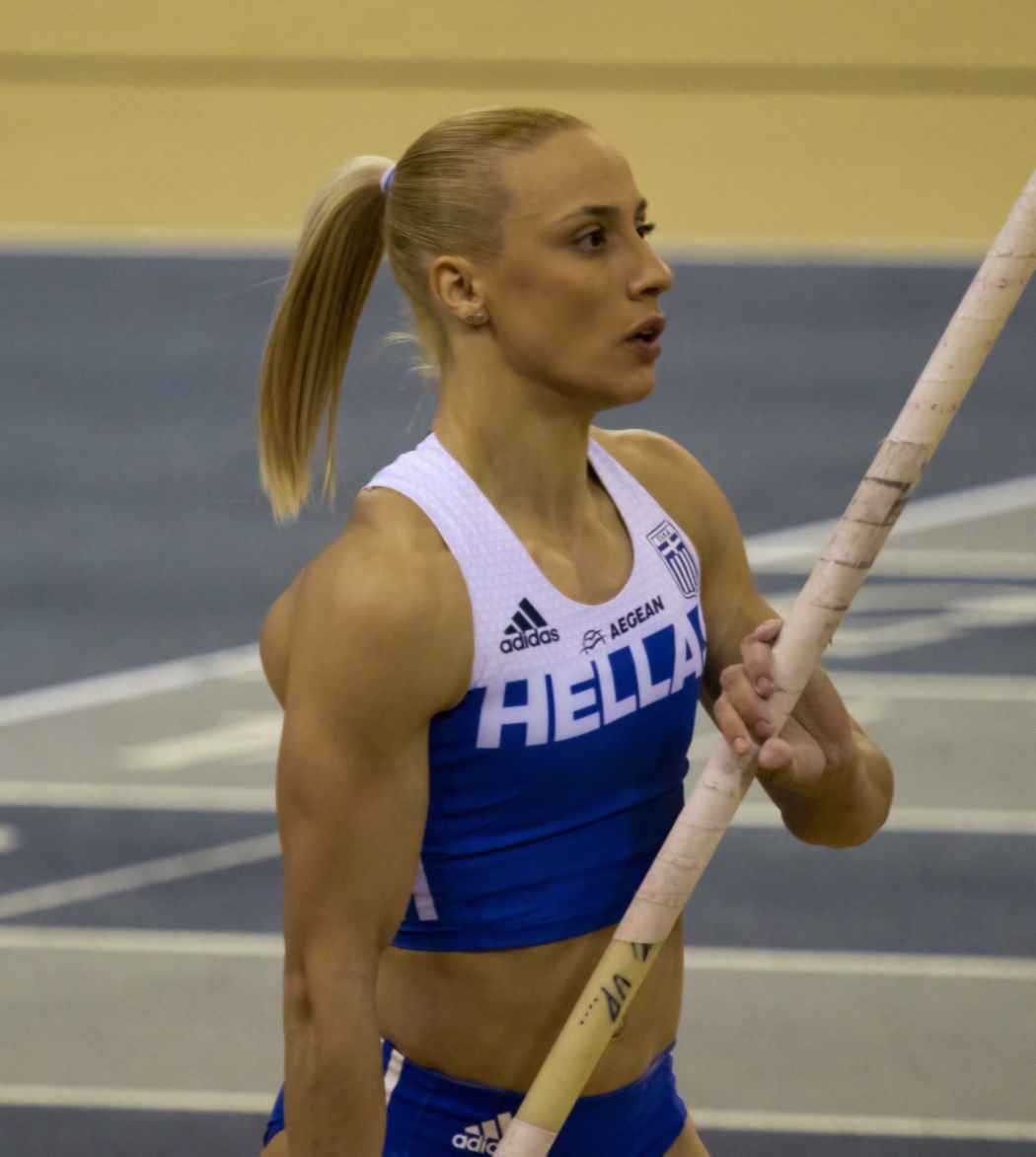
Nikoleta Kiriakopoulou – geteilter Rang dreizehn
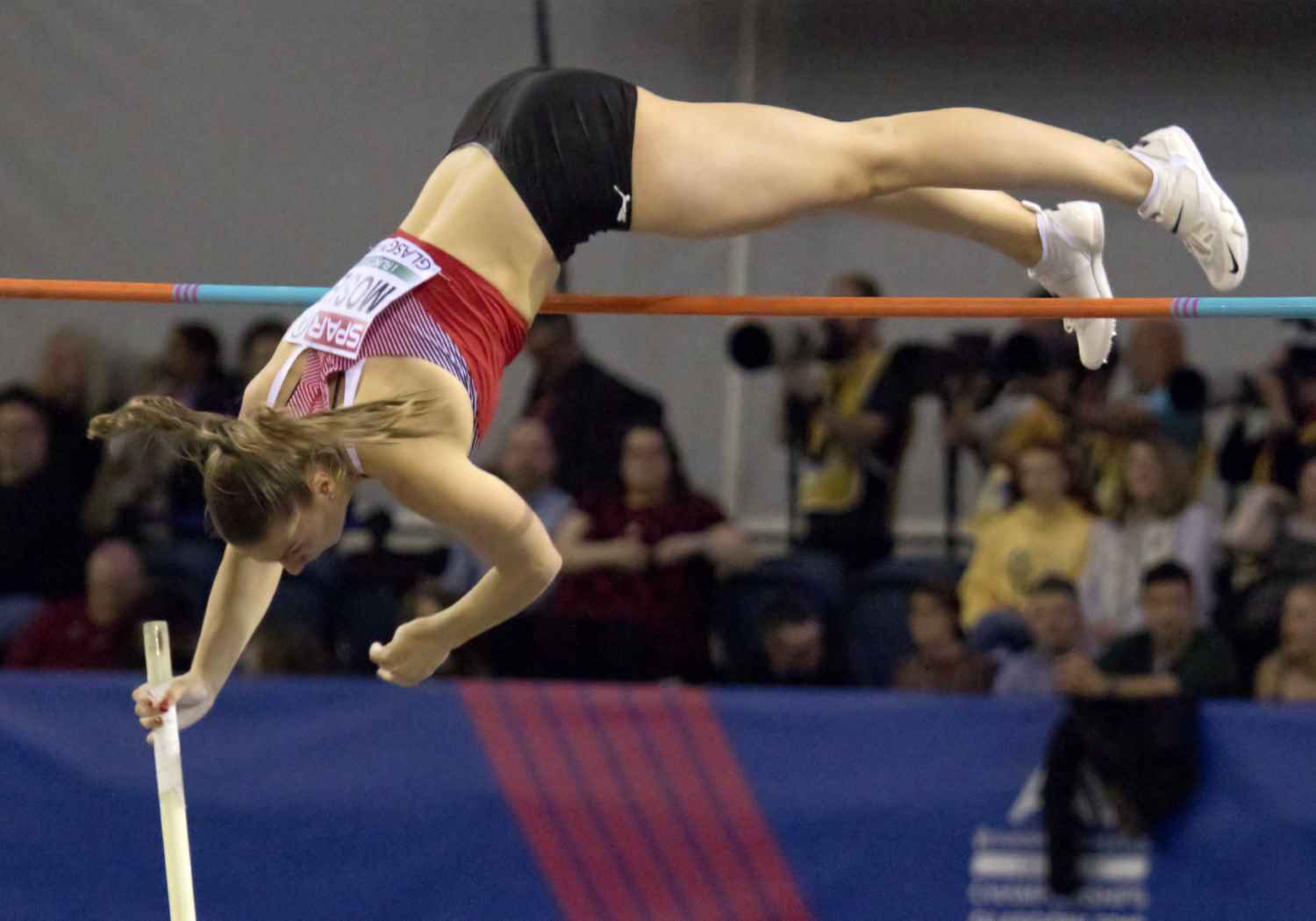
Angelica Moser – geteilter Rang dreizehn
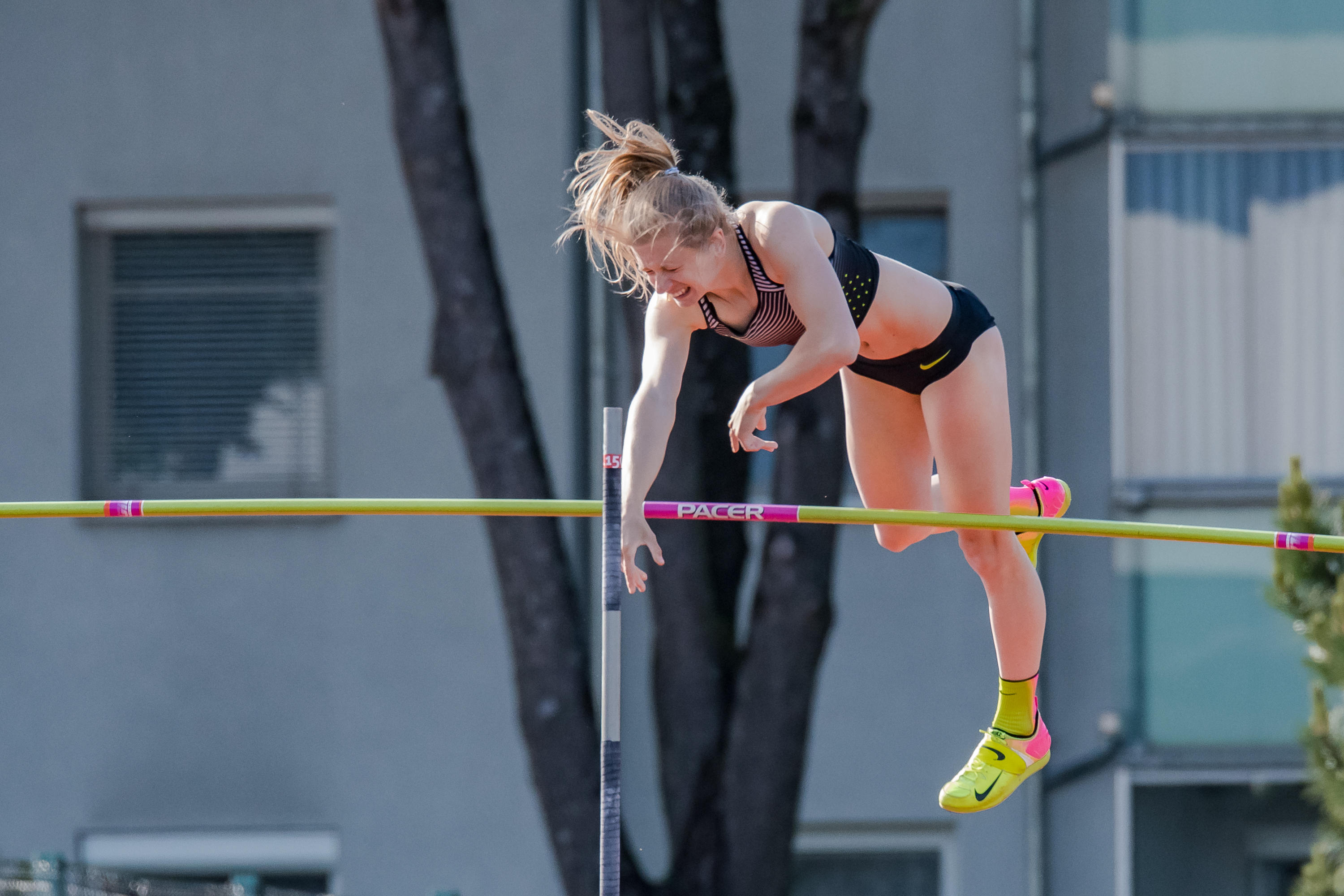
Tina Šutej – geteilter Rang dreizehn
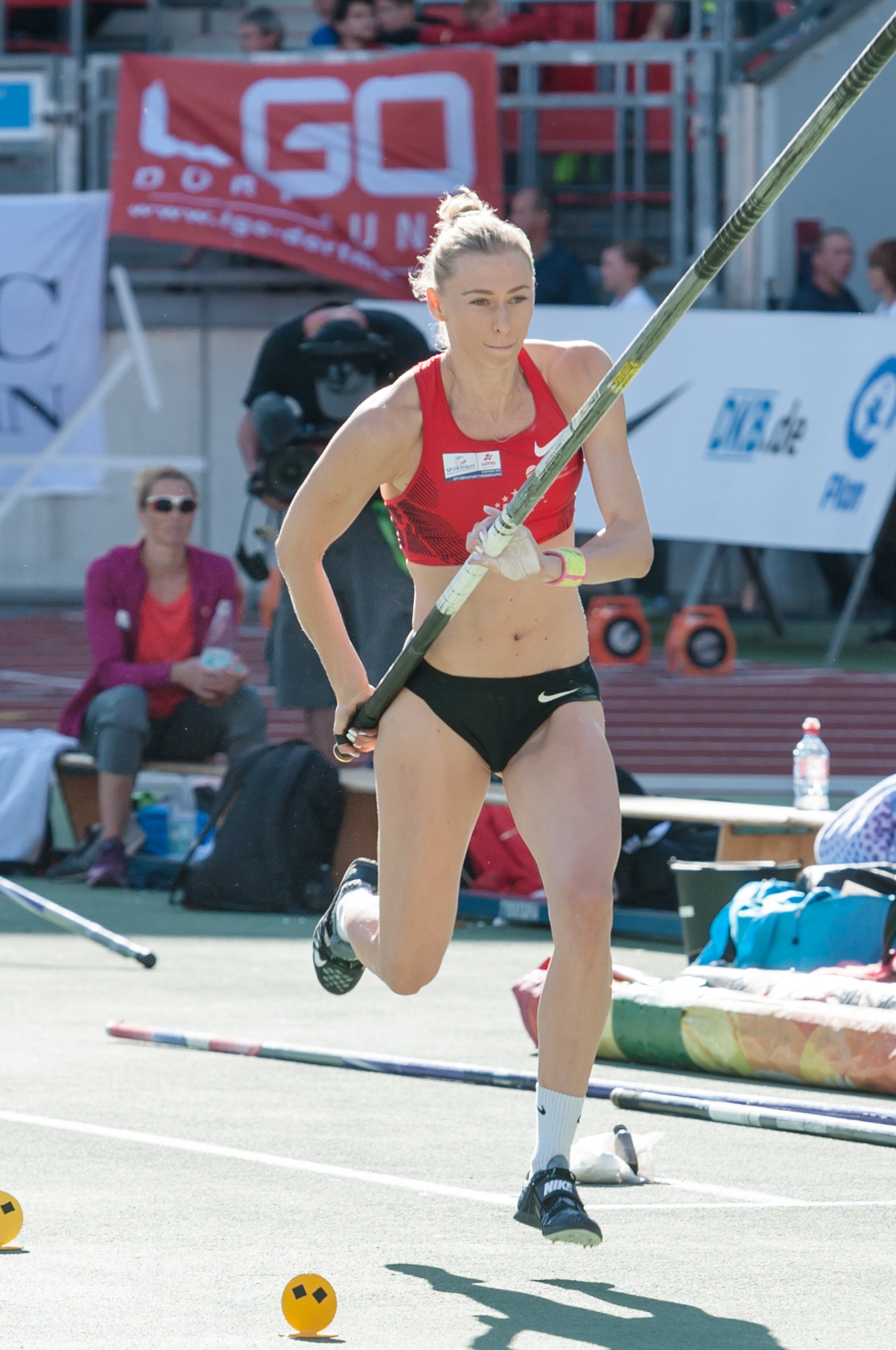
Lisa Ryzih – Rang siebzehn

## Video
- Women's Pole Vault Final | World Athletics Championships Doha 2019, youtube.com, abgerufen am 24. März 2021